# Jackass 3D: Music from the Motion Picture
Jackass 3D: Music from the Motion Picture è la colonna sonora del film Jackass 3D di Jeff Tremaine del 2010. L'album è stato distribuito tramite un collegamento a PunkNews.org sulla pagina ufficiale del film su Facebook. Tra gli artisti vari che hanno contribuito alla scrittura della colonna sonora, c'è Karen O degli Yeah Yeah Yeahs (che aveva già collaborato in precedenza a Jackass Number Two).
Nell'agosto 2010, Rivers Cuomo ha confermato che la canzone Memories eseguita da Weezer sarebbe comparsa nel film. Un singolo intitolato "Afterworld" distribuito il 30 settembre 2010, è stato realizzato appositamente per il film dal gruppo CKY.

## Tracce
1. Corona [Jackass Opera Mix], di Squeak E. Clean
2. The Kids Are Back, di Twisted Sister
3. If You're Gonna Be Dumb, You Gotta Be Tough, di Karen O
4. Memories, di Weezer
5. Party In My Pants, di Roger Alan Wade
6. Invisible Man, di Smut Peddlers
7. I'm Shakin', di The Blasters
8. I Got Your Number, di Cock Sparrer
9. You Can't Roller Skate In a Buffalo Herd, di Roger Miller
10. Been Blown To Shreds, di Sassafras
11. Brand New Key, di Melanie Safka
12. Alcohol, di Gang Green
13. Afterworld, di CKY
14. Margaritaville, di Jimmy Buffett